# 拉基萨赖
拉基萨赖（Lakhisarai），是印度比哈尔邦Lakhisarai县的一个城镇。总人口77840（2001年）。

## 人口
该地2001年总人口77840人，其中男性41375人，女性36465人；0—6岁人口14261人，其中男7335人，女6926人；识字率49.63%，其中男性为58.73%，女性为39.30%。